# Veillée

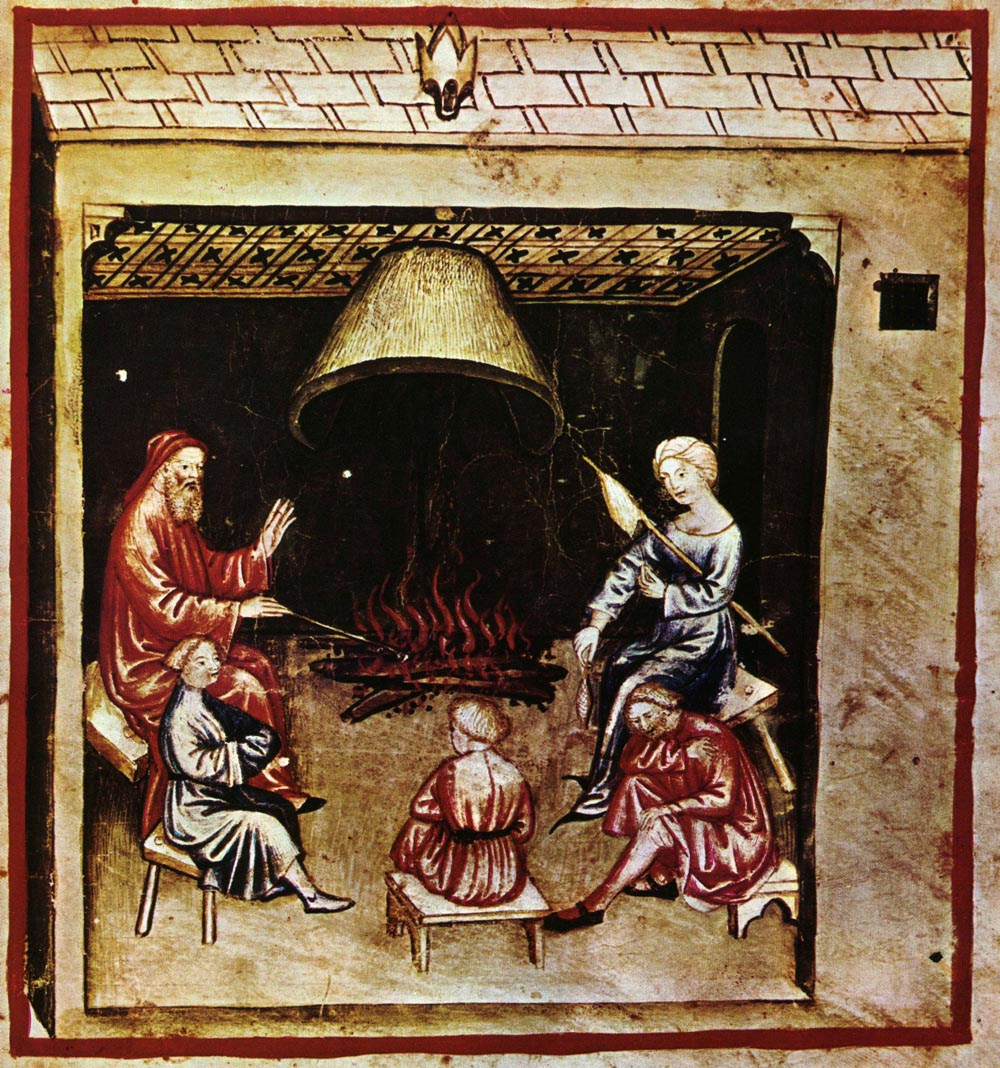
Taccuino Sanitatis (XIVe siècle).

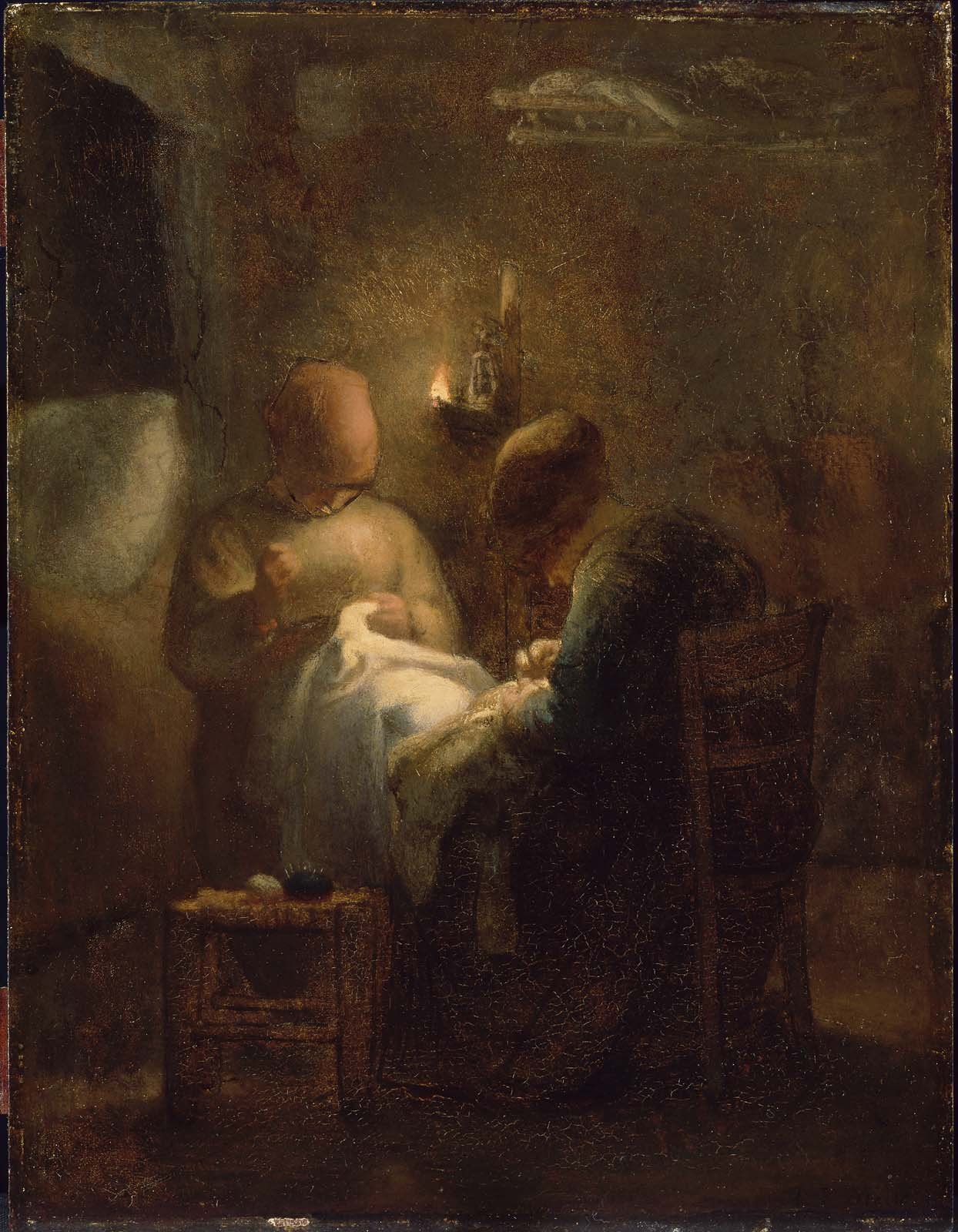
Femmes cousant sous la lampe
(La Veillée)
Jean-François Millet, 1853-1854
Musée des Beaux-Arts (Boston)

Une veillée est une réunion de personnes présentant un caractère traditionnel, voire rituel, souvent la veille d'un événement important ou pour le préparer. 
Dans la religion chrétienne, la veillée pascale désigne la nuit du samedi au dimanche de Pâques. La veillée du Jour de l'An est dite réveillon de la Saint-Sylvestre.
La veillée paysanne est l'habitude qu'avaient les habitants d'un hameau de se réunir à la tombée de la nuit pour passer le temps en compagnie, souvent pour effectuer un travail en commun. 
La veillée scoute est l'occasion pour tous les membres d'une unité de se réunir chaque soir du camp. 
La veillée de danse est une soirée de danse et de musique traditionnelle québécoise.
En Gallo, on utilise le terme de vigile.
De nos jours, pour désigner une nuit passée sans dormir, on parle plutôt de « nuit blanche ».

## Veillée funèbre
Au Moyen Âge, après l'annonce du décès au village, au quartier et à la paroisse, la veillée funèbre commence, à la lueur de chandelles chez les humbles, dans un grand apparat chez les riches. Elle réunit les proches, les amis et la famille autour de la dépouille enveloppée dans un suaire, avant les funérailles. L'accompagnement du défunt « donne matière à des manifestations organisées où les récitations de prière, les éloges stéréotypés, les promesses alternent avec les pleurs, les cris de veilleuses et de pleureuses patentées qui frisent l'hystérie ».
Dans le monde occidental, jusqu'au milieu du XXe siècle, la veillée, comme les autres rites funéraires, fait partie des moments forts de la vie collective. 
Dans la seconde moitié du XXe siècle et au XXIe siècle, avec la médicalisation et la désocialisation de la mort, cette pratique funéraire se désacralise et se déritualise comme tous les rites funéraires qui s'affadissent voire disparaissent. La veillée a ainsi tendance à s'exprimer loin du domicile du défunt, et à se vivre dans une salle d'exposition du funérarium, dans une chambre mortuaire ou une maison funéraire implantée dans des quartiers urbains.

## Veillée de danse québécoise
La veillée traditionnelle québécoise est une soirée de danse traditionnelle. Bien qu'elle tire ses racines de l'époque des bals privés de la Nouvelle-France et des danses d'origine européennes qu'on y dansait, l'appellation « veillée » est bien plus récente et sa forme actuelle a été en partie définie durant le Folk revival des années 1970, notamment au niveau des danses qui la composent. En effet, sur l'ensemble des formes de danses traditionnelles ayant été adoptées au Québec, seule une petite partie demeure pratiquée lors des veillées d'aujourd'hui.     
La veillée dans sa forme actuelle est d'ordinaire menée par un câlleur chargé de guider les danseurs en annonçant les figures. Les danses sont généralement des danses de figures comme les sets carrés ou le quadrille, mais on y retrouve aussi de la gigue. Elles sont accompagnées par la musique traditionnelle québécoise instrumentale interprétée par des ensembles mettant souvent le violon ou l'accordéon à l'avant-plan. 
Bien que l'appellation « veillée » soit typiquement associée à la danse dans le contexte québécois, elle peut également être employée pour désigner d'autres types de soirées mettant en valeur les arts traditionnels (par exemple le film La Veillée des veillées du réalisateur André Gladu, qui met plutôt en valeur la musique traditionnelle sous forme de concert, ou encore les veillées de conte). 
En 2015, la veillée de danse est désignée « élément du patrimoine immatériel du Québec » par le Ministère de la Culture et des communications du Québec à la suite d'une demande formulée par le Conseil québécois du patrimoine vivant.
Quelques veillées récurrentes ont acquis une certaine notoriété au Québec. C'est le cas de la Veillée de l'avant-veille, à cheval entre la veillée de danse et le concert, organisée annuellement par le groupe Le Vent du Nord. L'évènement a lieu dans des salles montréalaises réputées tel que le Club Soda ou encore le M Telus depuis 1997.